# Đường lên đỉnh Olympia năm thứ 24
Đường lên đỉnh Olympia năm thứ 24, thường được gọi là Olympia 24 hay O24 là năm thứ 24 của chương trình Đường lên đỉnh Olympia do Đài Truyền hình Việt Nam tổ chức. Cuộc thi năm thứ 24 bắt đầu từ ngày 15 tháng 10 năm 2023 và kết thúc với trận chung kết năm được truyền hình trực tiếp vào ngày 13 tháng 10 năm 2024. Đây là năm thứ 8 liên tiếp (kể từ nửa sau năm thứ 17) Công ty cổ phần Tập đoàn Trường Hải là nhà tài trợ của chương trình.
Nhà vô địch của năm thứ 24 là Võ Quang Phú Đức đến từ Trường Trung học phổ thông chuyên Quốc học Huế, Thừa Thiên Huế, khi đã giành chiến thắng với số điểm 220 trong cuộc thi chung kết. Năm thứ 24 cũng là năm cuối cùng có sự tham gia của các thí sinh học và sử dụng kiến thức của chương trình giáo dục năm 2006, vì sau chương trình năm 2024, tất cả các câu hỏi và thí sinh đều học và sử dụng kiến thức của chương trình giáo dục năm 2018.

## Luật chơi

### Khởi động
Thí sinh trong phần thi Khởi động sẽ có hai lượt thi, một lượt thi cá nhân dành cho mỗi thí sinh và một lượt thi chung cho cả 4 thí sinh.
- Ở lượt thi cá nhân, mỗi thí sinh sẽ lần lượt trả lời 6 câu hỏi. Trả lời mỗi câu trong vòng 5 giây (kể từ khi MC đọc xong câu hỏi). Mỗi câu trả lời đúng được 10 điểm, trả lời sai không bị trừ điểm.

- Ở lượt thi chung, cả 4 thí sinh sẽ cùng trả lời 12 câu hỏi. Thí sinh giành quyền trả lời bằng cách bấm chuông. Ở mỗi câu hỏi, chỉ có một thí sinh bấm chuông nhanh nhất sẽ giành quyền trả lời và có 5 giây kể từ khi bấm chuông để đưa ra đáp án. Mỗi câu trả lời đúng được 10 điểm; mỗi câu trả lời sai hoặc không có câu trả lời sau 5 giây kể từ khi bấm chuông, thí sinh bị trừ 5 điểm, nhưng không tính điểm âm. Sau 5 giây tính từ khi câu hỏi được đọc xong, nếu không có thí sinh nào giành quyền trả lời, MC sẽ công bố đáp án.

Luật chơi ở lượt thi cá nhân đã từng được áp dụng trong năm thứ 9 của chương trình, còn luật chơi ở lượt thi chung từng được áp dụng cho lượt thi thứ hai trong cùng phần thi của năm thứ 23.
Số điểm tối đa trong vòng thi này là 180 điểm khi trả lời đúng tất cả các câu hỏi.

### Olympedia
Olympedia là một mục nhỏ trong chương trình Đường lên đỉnh Olympia, sau khi phần thi Khởi động kết thúc, nhằm cung cấp thêm thông tin về một câu hỏi ngẫu nhiên đã được đưa ra trong phần thi này.

### Vượt chướng ngại vật
Có bốn từ hàng ngang, cũng là 4 gợi ý có liên quan đến một chướng ngại vật (CNV) mà các thí sinh phải đi tìm. Một hình ảnh (là một gợi ý liên quan đến CNV hoặc chính là hình ảnh của CNV) được đưa ra và bị che bởi 5 miếng ghép, gồm 4 góc tương ứng với 4 từ hàng ngang và một ô trung tâm. Ô trung tâm cũng là một câu hỏi gợi ý để tìm từ khóa, mở được miếng ghép trung tâm sẽ mở được phần quan trọng nhất của hình ảnh.
Lần lượt từng thí sinh lựa chọn một trong các từ hàng ngang, mỗi hàng ngang tuơng ứng với một câu hỏi. Các thí sinh cùng trả lời bằng máy tính trong thời gian 15 giây. Trả lời đúng mỗi từ hàng ngang, thí sinh được 10 điểm. Ngoài việc mở được từ hàng ngang nếu có ít nhất 1 thí sinh trả lời đúng, một góc (được đánh số tương ứng với từ hàng ngang) của hình ảnh cũng được mở ra.
Thí sinh có thể bấm chuông trả lời CNV bất cứ lúc nào. Trả lời đúng trong vòng 1 từ hàng ngang được 60 điểm, trong vòng 2 hàng ngang được 50 điểm, trong vòng 3 hàng ngang được 40 điểm, trong vòng 4 hàng ngang được 30 điểm.
Trả lời sai CNV, thí sinh sẽ bị loại khỏi phần chơi này.
Nếu hết bốn từ hàng ngang mà vẫn chưa tìm được CNV, câu hỏi ở ô trung tâm sẽ hiện ra với 10 điểm cho câu trả lời đúng, sau đó là 15 giây quyết định. Trả lời đúng CNV trong giai đoạn ô trung tâm chỉ ghi được 20 điểm.
Số điểm tối đa trong vòng thi này là 70 điểm khi trả lời đúng 1 từ hàng ngang và trả lời đúng CNV trước câu hỏi thứ 2.

### Tăng tốc
Có 4 câu hỏi với các cấp độ tư duy khác nhau được sử dụng trong vòng thi này:
- Câu 1 (câu hỏi Nhìn nhanh - Đáp gọn): Trong vòng 10 giây, thí sinh phải nhìn nhanh một hình ảnh và trả lời câu hỏi.
- Câu 2 (câu hỏi Sắp xếp - Lựa chọn): Trong vòng 20 giây, thí sinh phải sắp xếp các bức ảnh theo thứ tự nhất định hoặc lựa chọn các bức ảnh tương ứng với các đáp án A, B, C, D, E, F phù hợp với nội dung câu hỏi hoặc xem hình ảnh gợi ý về một sự vật và đoán sự vật đó.
- Câu 3 (câu hỏi IQ): Trong vòng 30 giây, thí sinh phải trả lời các câu hỏi mang tính tư duy logic như tìm số khác trong dãy số, tìm hình khác nhất so với các hình đã cho, tìm quy luật để điền hình đúng, giải mật mã,...
- Câu 4 (câu hỏi dữ kiện): Trong vòng 40 giây; các thí sinh được xem một video clip bao gồm các bức ảnh, dữ kiện được đưa ra theo độ khó giảm dần, cuối cùng là đáp án. Bằng các gợi ý này, thí sinh phải trả lời các câu hỏi như: "Đây là ai?", "Đây là gì?", "Đây là địa danh nào?",...

Bốn thí sinh cùng trả lời câu hỏi bằng máy tính.   
- Trả lời đúng và nhanh nhất được 40 điểm.
- Trả lời đúng và nhanh thứ hai được 30 điểm.
- Trả lời đúng và nhanh thứ ba được 20 điểm.
- Trả lời đúng và nhanh thứ tư được 10 điểm.
- Nếu có hai thí sinh trở lên cùng trả lời đúng trong cùng một thời gian hệ thống ghi nhận, họ sẽ cùng giành được số điểm tương ứng.

Số điểm tối đa trong vòng thi này là 160 điểm khi trả lời đúng và nhanh nhất tất cả các câu hỏi.

### Về đích
Có 2 mức điểm: 20 và 30 điểm; mỗi mức gồm 3 câu hỏi. Thí sinh có một lượt lựa chọn 3 câu hỏi tùy ý. Thời gian suy nghĩ của câu hỏi 20 điểm là 15 giây và câu hỏi 30 điểm là 20 giây.
Trả lời đúng ghi được điểm của câu hỏi, nếu trả lời sai một trong ba thí sinh còn lại sẽ giành quyền trả lời bằng cách bấm nút nhanh. Trả lời đúng giành được điểm từ thí sinh đang thi, trả lời sai sẽ bị trừ nửa số điểm của câu hỏi.
Câu hỏi thực hành cũng xuất hiện trong phần thi này. MC, ban cố vấn hoặc khách mời sẽ giới thiệu các dụng cụ hoặc đồ vật liên quan đến câu hỏi thực hành đưa ra cho thí sinh. Đối với câu hỏi 20 điểm, thí sinh thứ nhất có 15 giây suy nghĩ và 30 giây thực hành, với câu hỏi 30 điểm là 20 giây suy nghĩ và 60 giây thực hành. Nếu thí sinh trả lời sai hoặc không trả lời được câu hỏi đó và có thí sinh giành quyền bấm chuông thì thí sinh đã bấm chuông sẽ có 20 giây thực hành với câu 20 điểm và 40 giây thực hành với câu 30 điểm. Câu hỏi dạng này chỉ xuất hiện trong một số tập nhất định, trong những tập đó sẽ chỉ có 1 câu cho mỗi tập.
Mỗi thí sinh được đặt ngôi sao hy vọng một lần trước bất kỳ câu hỏi nào. Trả lời đúng câu hỏi có ngôi sao hy vọng được gấp đôi số điểm của câu hỏi đó, trả lời sai sẽ bị trừ số điểm của câu hỏi.
Thứ tự tham gia phần thi Về đích của các thí sinh như sau:
- Lượt 1: Dành cho thí sinh có điểm cao nhất sau phần thi Tăng tốc (và có số thứ tự đứng nhỏ nhất trong các thí sinh có cùng điểm).
- Lượt 2: Dành cho thí sinh có điểm cao nhất trong các thí sinh còn lại (và có số thứ tự đứng nhỏ nhất trong các thí sinh có cùng điểm). Điểm số được tính tại thời điểm sau khi thí sinh ở lượt 1 hoàn thành phần thi.
- Lượt 3: Dành cho thí sinh có điểm cao hơn trong 2 thí sinh còn lại (và có số thứ tự đứng nhỏ hơn nếu 2 thí sinh bằng điểm). Điểm số được tính tại thời điểm sau khi thí sinh ở lượt 2 hoàn thành phần thi.
- Lượt 4: Dành cho thí sinh cuối cùng chưa thực hiện phần thi Về đích.

Điểm số tối đa mà thí sinh tham gia giành được ở phần thi này là 390 điểm, khi cả 4 thí sinh cùng chọn 3 câu hỏi 30 điểm, và 1 thí sinh nào đó trả lời đúng cả 3 câu hỏi của mình có chọn ngôi sao hy vọng, đồng thời giành được điểm từ tất cả các câu hỏi của 3 thí sinh còn lại.
Tổng điểm tối đa trong suốt chương trình là 800 điểm (nếu trả lời đúng tất cả các câu hỏi trong suốt cuộc chơi).

### Câu hỏi phụ
Mỗi thí sinh có 15 giây để bấm chuông giành quyền trả lời các câu hỏi. Thí sinh trả lời đúng sẽ ngay lập tức giành chiến thắng. Nếu cả hai thí sinh (hoặc hai trên ba thí sinh) trả lời sai, các thí sinh sẽ bước sang câu hỏi tiếp theo để phân thắng bại. Sau 3 câu hỏi, nếu không tìm được người thắng cuộc, các thí sinh sẽ phải bốc thăm để chọn ra người thắng cuộc.
Phần thi này xảy ra trong các trường hợp sau:
- Sau phần thi Về đích, có 2 hoặc 3 thí sinh có cùng số điểm và cao nhất.
- Sau 3 cuộc thi tuần của cùng một tháng hoặc sau 3 cuộc thi tháng của cùng một quý, có nhiều thí sinh có cùng số điểm nhì cao nhất.

## Các trận đấu
Bài chi tiết: Các trận đấu trong Đường lên đỉnh Olympia năm thứ 24
| Chung kết năm | Chung kết năm         | Tổng kết | Tổng kết                                              |
| ------------- | --------------------- | -------- | ----------------------------------------------------- |
| Quý 1         | Trần Trung Kiên       | Vô địch  | Võ Quang Phú Đức THPT Chuyên Quốc học, Thừa Thiên Huế |
| Quý 2         | Nguyễn Quốc Nhật Minh | Vô địch  | Võ Quang Phú Đức THPT Chuyên Quốc học, Thừa Thiên Huế |
| Quý 3         | Võ Quang Phú Đức      | Kỷ lục   | Nguyễn Tuấn Minh - 390 điểm THPT Chu Văn An, Hà Nội   |
| Quý 4         | Nguyễn Nguyên Phú     | Kỷ lục   | Nguyễn Tuấn Minh - 390 điểm THPT Chu Văn An, Hà Nội   |